# Andrés González Déniz
Andrés González Déniz (Las Palmas de Gran Canaria, 1961) es un escritor español que ha cultivado la poesía narrativa, el relato, la crítica, los aforismos y el ensayo en forma de columnismo periodístico.

## Biografía
Licenciado en Filología Hispánica por la Universidad de La Laguna (1984) ejerció la profesión docente en la enseñanza secundaria intentando transmitir su pasión por la literatura. Realizó esta labor trabajando en varios centros de Gran Canaria y Tenerife. Excolaborador en la prensa local, publicó artículos de opinión en periódicos como "Canarias 7", "Diario de Las Palmas", "La Provincia", "La Gaceta de Canarias" y "La Tribuna". Fue incluido en la antología "Poesía de Canarias en viva voz" (2002) compilada por José Antonio González Dávila.

## Obra
POESÍA
- Atónita farsalia (1991) ISBN 84-404-9187-3
- Aterura penuria (1994) D.L.: SS-747/94
- Prosa delineada (1999) ISBN 84-605-8729-0
- Cartapacio de zozobra (2003) ISBN 84-607-6816-3
- Breviario de fervores y rechazos (2006) ISBN 84-609-9580-1
- Prosas sin prisas (2011) ISBN 978-84-938968-5-0
- Madre Historia (2017) ISBN 978-84-17011-99-4
- Ovidiana (2018) ISBN 978-84-17689-40-7
- Verbum Genetrix (2019) ISBN 978-84-17498-48-1
- El álbum amarillo (2020) ISBN 978-84-18549-61-8
- Prosas impropias (2021) ISBN 978-84-1104-620-6
- Rastros de luces (2023) ISBN 978-84-19635-52-5

PROSA
- Articulatoria (2003) ISBN 84-95657-82-1
- Posturas incómodas (2006) ISBN 978-84-611-0022-4
- Las cosas que mi abuelo no pudo contarme (2009) ISBN 978-84-613-0304-5
- Porque el tiempo fluye veloz (2010) ISBN 978-84-613-5561-7
- Dentro del mundanal ruido (2019) ISBN 978-84-1317-472-3

COLABORACIONES
- Fin de milenio, literatura canaria: estado de sitio (2000) ISBN 84-8103-234-4
- Poesía de Canarias en viva voz (2002) ISBN 84-699-9566-9
- Homenaje internacional a Hespérida de Justo Jorge Padrón (2007), Revista Hispanoamericana de literatura (n.º 7-8), Lima. ISSN 1728-2144